# Johann August Vullers
Johann August Vullers, född den 23 oktober 1803 i Bonn, död där den 21 januari 1880, var en tysk orientalist.
Vullers studerade 1822-1830 orientaliska språk i Bonn och Paris, blev 1831 docent i Bonn och 1833 professor i orientaliska språk i Giessen. Hans främsta arbeten är Harethi Moallaca cum scholiis Zuzenii (1827-1829), Tarafae Moallaca cum scholiis Zuzenii (1829), Chrestomathia Schahnamiana cum glossario (1833), Mirchondi historia Seldschukidarum (persisk text och tysk översättning, 2 delar, 1838), Institutiones linguæ persiæ (I. formlära 1840; 2:a upplagan, även under titeln Grammatica linguæ persicæ, 1870; II, syntax och metrik 1850), de båda sista arbetena prisbelönta av Institut de France, och Firdusii Liber Regum qui inscribitur Schahname (I-II, 1877-1879, III, postumt utgiven av Samuel Landauer, 1884).